# Портер, Шон
Шон Портер (англ. Shawn Porter; род. 27 октября 1987, Акрон, Огайо) — американский профессиональный боксёр, выступающий в полусредней весовой категории. Среди профессионалов бывший чемпион мира по версиям WBC (2018—2019) и IBF (2013—2014) в полусреднем весе.

## Любительская карьера
У Шона Портера была длительная и успешная любительская карьера. Он провёл 290 поединков, в 276 одержал победы, и всего в 14 потерпел поражения. В 2007 году он выиграл чемпионат «Золотые перчатки», но в этом же году проиграл нокаутом на Панамериканских играх, кубинцу Эмилио Корреа.
На любительском ринге побеждал Дэниэля Джейкобса, Деметриуса Андраде, Эдвина Родригеса, Александра Усика.

## Профессиональная карьера
Шон Портер дебютировал на профессиональном ринге в октябре 2008 года под руководством своего отца Кенни Портера.
В феврале 2010 года Портер завоевал титул временного чемпиона Северной Америки по версии WBO NABO. В октябре этого же года нокаутировал американца Эктора Муньоса, и завоевал титул чемпиона Северной Америки по версии NABF.
28 июля 2012 года победил по очкам мексиканца Альфонсо Гомеса.
15 декабря 2012 года свёл вничью бой с Хулио Диасом.
18 мая 2013 года нанёс первое поражение небитому канадскому боксёру Филу Ло Греко (25-0)
В сентябре 2013 года взял реванш у Хулио Диаса и победил его по очкам.

### Чемпионский бой с Девоном Александером
7 декабря 2013 года победил по очкам американца Девона Александера и стал новым чемпионом мира в полусреднем весе по версии IBF.
19 апреля 2014 года нокаутировал в 4-м раунде экс-чемпиона мира в двух весовых категориях американца Пола Малиньяджи.

### Бой с Келлом Бруком
16 августа 2014 года уступил не имеющиму поражений британцу Келлу Бруку и потерял титул чемпиона мира по версии IBF в полусреднем весе.

### Бой с Эдриэном Бронером
20 июня 2015 года Шон Портер встретился с экс-чемпионом мира в трёх весовых категориях американцем Эдриеном Бронером. Поединок получился не очень зрелищным и скудным на острые моменты. Тем не менее, небольшое преимущество просматривалась на стороне Портера. В 12-м раунде Портер падает в нокдаун от левого хука Бронера, но этот эпизод не помешал ему выиграть единогласным решением судей.

### Чемпионский бой с Китом Турманом
25 июня 2016 встретился с чемпионом мира в полусреднем весе по версии WBA не имеющим поражений американцем Китом Турманом. Поединок выдался очень напряжённым и зрелищным. Оба боксёра старались ни в чем не уступать друг другу. Турман был точнее с дистанции, а Портер заметно лучше действовал вблизи. Каждый из боксёров имел свои удачные моменты и по итогам 12 раундов все трое судей отдали победу Турману со счетом 115—113.

### Бой с Андре Берто
22 апреля 2017 года встретился с экс-чемпионом мира в полусреднем весе американцем Андре Берто. Портер одержал досрочную победу в 9-мраунде.
4 ноября 2017 года победил по очкам американца Адриана Гранадоса и стал обязательным претендентом на титул чемпиона мира в полусреднем весе по версии WBC.

### Чемпионский бой с Дэнни Гарсией
8 сентября 2018 года встретился с экс-чемпионом мира в полусреднем весе американцем Дэнни Гарсией. На кону стоял вакантный титул WBC в полусреднем весе. Портер одержал победу по очкам.

### Объединительный бой с Эрролом Спенсом
28 сентября 2019 года встретился с чемпионом мира по версии WBC американцем Шоном Портером. Поединок получился равным, соперники ни в чём не уступали друг другу. Раздельным решением судей победу одержал Спенс.

### Чемпионский бой с Теренсом Кроуфордом
20 ноября 2021 года встретился с Шоном Портером. В 3 раунде в столкновении головами Портер заработал рассечение возле правого глаза. В 5 раунде в аналогичной ситуации рассечение получил Кроуфорд. На старте 10-го раунда Кроуфорд поймал Портера левым апперкотом, отправив в нокдаун. Портер поднялся, но Кроуфорд снова отправил соперника в нокдаун, после чего угол Портера остановил бой. На момент остановки боя Кроуфорд вел на картах 3 судей: 86-85, 86-85 и 87-84. После этого боя Портер объявил о завершении карьеры. 
https://vringe.com/news/149826-terens-krouford-udosrochil-shona-portera-video.htm
https://vringe.com/news/149832-krouford-porter-schyet-sudey-na-moment-ostanovki-boya.h

## Статистика профессиональных боёв
В таблице перечислены результаты всех поединков боксёров.
В каждой строке указан результат поединка. Дополнительно номер поединка обозначен цветом, который обозначает итог поединка. Расшифровка обозначений и цветов представлена в нижеследующей таблице.
| Пример | Расшифровка                     |
| ------ | ------------------------------- |
|        | Победа                          |
|        | Ничья                           |
|        | Поражение                       |
|        | Планируемый поединок            |
|        | Поединок признан несостоявшимся |
| КО     | Нокаут                          |
| ТКО    | Технический нокаут              |
| PTS    | Решение судей (по очкам)        |
| UD     | Единогласное решение судей      |
| MD     | Решение большинства судей       |
| SD     | Раздельное решение судей        |
| RTD    | Отказ от продолжения боя        |
| DQ     | Дисквалификация                 |
| NC     | Поединок признан несостоявшимся |

| 36 поединков, 31 победа (17 нокаутом), 1 ничья, 4 поражения. | 36 поединков, 31 победа (17 нокаутом), 1 ничья, 4 поражения. | 36 поединков, 31 победа (17 нокаутом), 1 ничья, 4 поражения. | 36 поединков, 31 победа (17 нокаутом), 1 ничья, 4 поражения. | 36 поединков, 31 победа (17 нокаутом), 1 ничья, 4 поражения. | 36 поединков, 31 победа (17 нокаутом), 1 ничья, 4 поражения.                                                                                                   |
| Бой                                                          | Дата боя                                                     | Соперник                                                     | Место проведения боя                                         | Раундов, время                                               | Примечание |
| ------------------------------------------------------------ | ------------------------------------------------------------ | ------------------------------------------------------------ | ------------------------------------------------------------ | ------------------------------------------------------------ | --- |
| 35                                                           | 22 августа 2020                                              | Себастьян Формелла (22-0)                                    | Microsoft Theater, Лос-Анджелес, Калифорния, США             | UD12 (12)                                                    | Бой за вакантный титул чемпиона по версии WBC Silver и отборочный поединок по версии WBC в полусреднем весе. Счет: 120-108 (трижды).                           |
| 34                                                           | 28 сентября 2019                                             | Эррол Спенс (25-0)                                           | Стейплс-центр, Лос-Анджелес, Калифорния, США                 | SD12 (12)                                                    | Объединительный бой за титул чемпиона мира по версиям WBC (2-я защита Портера) и IBF (4-я защита Спенса) в полусреднем весе. Счёт: 115-112 и 111-116 (дважды). |
| 33                                                           | 9 марта 2019                                                 | Йорденис Угас (30-2-1)                                       | Dignity Health Sports Park, Карсон, Калифорния, США          | SD12 (12)                                                    | Защитил титул чемпиона мира по версии WBC (1-я защита Портера) в полусреднем весе. Счёт: 116-112, 115-113, 111-117.                                            |
| 32                                                           | 8 сентября 2018                                              | Дэнни Гарсия (34-1)                                          | Барклайс-центр, Бруклин, Нью-Йорк, штат Нью-Йорк, США        | UD12 (12)                                                    | Завоевал вакантный титул чемпиона мира по версии WBC в полусреднем весе. Счёт: 116-112, 115-113, 115-113.                                                      |
| 31                                                           | 4 ноября 2017                                                | Адриан Гранадос (18-5-2)                                     | Барклайс-центр, Бруклин, Нью-Йорк, штат Нью-Йорк, США        | UD12 (12)                                                    | Завоевал вакантный титул чемпиона по версии WBC Silver в полусреднем весе. Элиминатор WBC в полусреднем весе. Счёт: 117-111 (все).                             |
| 30                                                           | 22 апреля 2017                                               | Андре Берто (31-4)                                           | Барклайс-центр, Нью-Йорк, штат Нью-Йорк, США                 | TKO9 (12)                                                    | Элиминатор WBC в полусреднем весе. Берто в нокдауне один раз во 2-м и два раза в 9-м раунде.                                                                   |
| 29                                                           | 25 июня 2016                                                 | Кит Турман (26-0)                                            | Барклайс-центр, Нью-Йорк, штат Нью-Йорк, США                 | UD12 (12)                                                    | Чемпион мира в полусреднем весе по версии WBA (3-я защита Турмана). Счёт судей: 113-115 (все).                                                                 |
| 28                                                           | 20 июня 2015                                                 | Эдриэн Бронер (30-1)                                         | MGM Grand Garden Arena, Лас-Вегас, Невада, США               | UD12 (12)                                                    | Портер в нокдауне в 12-м раунде. Счёт судей: 114-112, 118-108, 115-111.                                                                                        |
| 27                                                           | 13 марта 2015                                                | Эрик Боне (16-1)                                             | Citizens Business Bank Arena, Онтэрио, Калифорния, США       | KO5 (10)                                                     | Боне два раза в нокдауне в 5-м раунде. |
| 26                                                           | 16 августа 2014                                              | Келл Брук (32-0)                                             | Стабхаб Сентер, Карсон, Калифорния, США                      | MD12 (12)                                                    | Чемпион мира в полусреднем весе по версии IBF (2-я защита Портера). Счёт судей: 114-114, 112-116, 111-117.                                                     |
| 25                                                           | 19 апреля 2014                                               | Пол Малиньяджи (33-5)                                        | D.C. Armory, Вашингтон, США                                  | TKO4 (12)                                                    | Чемпион мира в полусреднем весе по версии IBF (1-я защита Портера). Малиньяджи в нокдауне в 4-м раунде.                                                        |
| 24                                                           | 7 декабря 2013                                               | Девон Александер (25-1-0)                                    | Барклайс-центр, Нью-Йорк, штат Нью-Йорк, США                 | UD12 (12)                                                    | Чемпион мира в полусреднем весе по версии IBF (1-я защита Александера). Счёт судей: 115-113 и 116-112 (дважды).                                                |
| 23                                                           | 12 сентября 2013                                             | Хулио Диас (40-8-1)                                          | MGM Grand, Premier Ballroom, Лас-Вегас, Невада, США          | UD10 (10)                                                    | Титул WBO NABO в полусреднем весе (1-я защита Портера). Вакантный титул IBF North American в полусреднем весе. Счёт судей: 98-92 и 97-93 (дважды).             |
| 22                                                           | 18 мая 2013                                                  | Фил Ло Греко (25-0-0)                                        | Boardwalk Hall, Атлантик-Сити, Нью-Джерси, США               | UD10 (10)                                                    | Ло Греко в нокдауне в 10-м раунде. Счёт судей: 99-89 и 100-88 (дважды).                                                                                        |
| 21                                                           | 15 декабря 2012                                              | Хулио Диас (40-7-0)                                          | Sports Arena, Лос-Анджелес, Калифорния, США                  | SD10 (10)                                                    | Счёт судей: 96-94, 95-95, 94-96. |
| 20                                                           | 28 июля 2012                                                 | Альфонсо Гомес (23-5-2)                                      | HP Pavilion, Сан-Хосе, Калифорния, США                       | UD10 (10)                                                    | Вакантный титул WBO NABO в полусреднем весе. Счёт судей: 98-92, 96-94, 97-93.                                                                                  |
| 19                                                           | 28 апреля 2012                                               | Патрик Томпсон (18-17-1)                                     | Boardwalk Hall, Атлантик-Сити, Нью-Джерси, США               | TKO6 (8)                                                     | |
| 18                                                           | 18 февраля 2011                                              | Анжес Аджао (25-4-0)                                         | Wicomico Youth and Civic Center, Солсбери, Мэриленд, США     | UD10 (10)                                                    | Титул NABF в полусреднем весе (1-я защита Портера). Счёт судей: 97-93 и 99-91 (дважды).                                                                        |
| 17                                                           | 15 октября 2010                                              | Эктор Муньос (18-3-1)                                        | Buffalo Run Casino, Майами, Оклахома, США                    | TKO9 (10)                                                    | Вакантный титул NABF в полусреднем весе. |
| 16                                                           | 16 июля 2010                                                 | Рэй Побинсон (11-1-0)                                        | DeSoto Civic Center, Саутхейвен, Миссисипи, США              | UD10 (10)                                                    | Робинсон в нокдауне в 6-м раунде. Счёт судей: 99-89, 97-92, 98-91.                                                                                             |
| 15                                                           | 22 мая 2010                                                  | Роберт Кливер (10-10-2)                                      | Fitzgerald’s Casino & Hotel, Туника, Миссисипи, США          | TKO5 (8)                                                     | |
| 14                                                           | 16 апреля 2010                                               | Рауль Пинсон (17-4-0)                                        | Wicomico Youth and Civic Center, Солсбери, Мэриленд, США     | KO1 (8)                                                      | |
| 13                                                           | 19 февраля 2010                                              | Расселл Джордан (15-6-0)                                     | Wolstein Center, Кливленд, Огайо, США                        | UD10 (10)                                                    | Вакантный временный титул WBO NABO в 1-м среднем весе. Счёт судей: 100-89 и 97-92 (дважды).                                                                    |
| 12                                                           | 18 декабря 2009                                              | Джамар Паттерсон (8-0-0)                                     | Grand Casino, Хинкли, Миннесота, США                         | TKO4 (8)                                                     | Паттерсон в нокдауне в 4-м раунде. |
| 11                                                           | 21 ноября 2009                                               | Джером Эллис (12-9-2)                                        | Fitzgerald’s Casino & Hotel, Туника, Миссисипи, США          | RTD4 (8)                                                     | |
| 10                                                           | 29 августа 2009                                              | Ламар Харрис (6-2-1)                                         | Fitzgerald’s Casino & Hotel, Туника, Миссисипи, США          | TKO1 (6)                                                     | |
| 9                                                            | 19 июня 2009                                                 | Брэндон Вутен (6-13-1)                                       | Wicomico Youth and Civic Center, Солсбери, Мэриленд, США     | TKO1 (6)                                                     | |
| 8                                                            | 25 апреля 2009                                               | Сэмми Спарман (21-18-1)                                      | Fitzgerald’s Casino & Hotel, Туника, Миссисипи, США          | DQ2 (6)                                                      | |
| 7                                                            | 3 апреля 2009                                                | Элой Суарес (10-4-0)                                         | Pepsi Pavilion, Мемфис, Теннесси, США                        | TKO1 (4)                                                     | |
| 6                                                            | 14 марта 2009                                                | Абдияс Кастильо (12-22-1)                                    | Fitzgerald’s Casino & Hotel, Туника, Миссисипи, США          | TKO4 (4)                                                     | |
| 5                                                            | 6 февраля 2009                                               | Кори Джонс (4-3-0)                                           | Wicomico Youth and Civic Center, Солсбери, Мэриленд, США     | UD4 (4)                                                      | Джонс два раза в нокдауне в 1-м раунде. Счёт судей: 39-35 и 40-33 (дважды).                                                                                    |
| 4                                                            | 24 января 2009                                               | Томми Степп (дебют)                                          | Fitzgerald’s Casino & Hotel, Туника, Миссисипи, США          | KO1 (4)                                                      | |
| 3                                                            | 22 ноября 2008                                               | Чарльз Филлип Хаммак (4-22-0)                                | Fitzgerald’s Casino & Hotel, Туника, Миссисипи, США          | TKO2 (4)                                                     | |
| 2                                                            | 1 ноября 2008                                                | Торис Смит (2-28-0)                                          | West Junior High School, Уэст-Мемфис, Арканзас, США          | TKO1 (4)                                                     | |
| 1                                                            | 3 октября 2008                                               | Норман Джонсон (1-2-0)                                       | Wicomico Youth and Civic Center, Солсбери, Мэриленд, США     | TKO1 (4)                                                     | |
| Бой                                                          | Дата                                                         | Соперник                                                     | Место проведения                                             | Результат                                                    | Примечание |